# Київський фунікулер (монета)
«Ки́ївський фунікуле́р» — ювілейна монета номіналом 5 гривень, випущена Національним банком України. Присвячена одному із символів Києва, історичному об'єкту, що є дуже популярним серед жителів та гостей міста, спеціалізованому транспорту — Київському фунікулеру, збудованому в 1905 році. Спочатку він мав назву Михайлівський механічний підйом і був одним зі зразків прогресивного вирішення інженерного завдання.
Монету введено в обіг 27 травня 2015 року. Вона належить до серії «Інші монети».

## Опис монети та характеристики
| Номінал грн. | Метал      | Маса, г | Діаметр, мм | Якість виготовлення       | Гурт     | Тираж, штук |
| ------------ | ---------- | ------- | ----------- | ------------------------- | -------- | ----------- |
| 5            | нейзильбер | 16,54   | 35,0        | спеціальний анциркулейтед | рифлений | 35 000      |

### Аверс
На аверсі монети розміщено: угорі малий Державний Герб України та напис півколом «НАЦІОНАЛЬНИЙ БАНК УКРАЇНИ»; у центрі — сучасний вигляд Київського фунікулера (головний вхід на Поштовій площі); ліворуч унизу рослинний орнамент — стилізоване листя каштана; праворуч рік карбування монети — «2015», логотип Монетного двору Національного банку України, півколом номінал — «П'ЯТЬ ГРИВЕНЬ».

### Реверс
На реверсі монети розміщено міську композицію початку XX століття в стилі модерн: на тлі панорами Києва зображено фунікулер, на передньому плані — чоловіка та жінку (праворуч) та рослинний орнамент — стилізоване листя каштана (ліворуч), угорі написи: «110»/«РОКІВ», «КИЇВСЬКОМУ»/«ФУНІКУЛЕРУ».

Частину монет із загального тиражу було випущено у буклетах
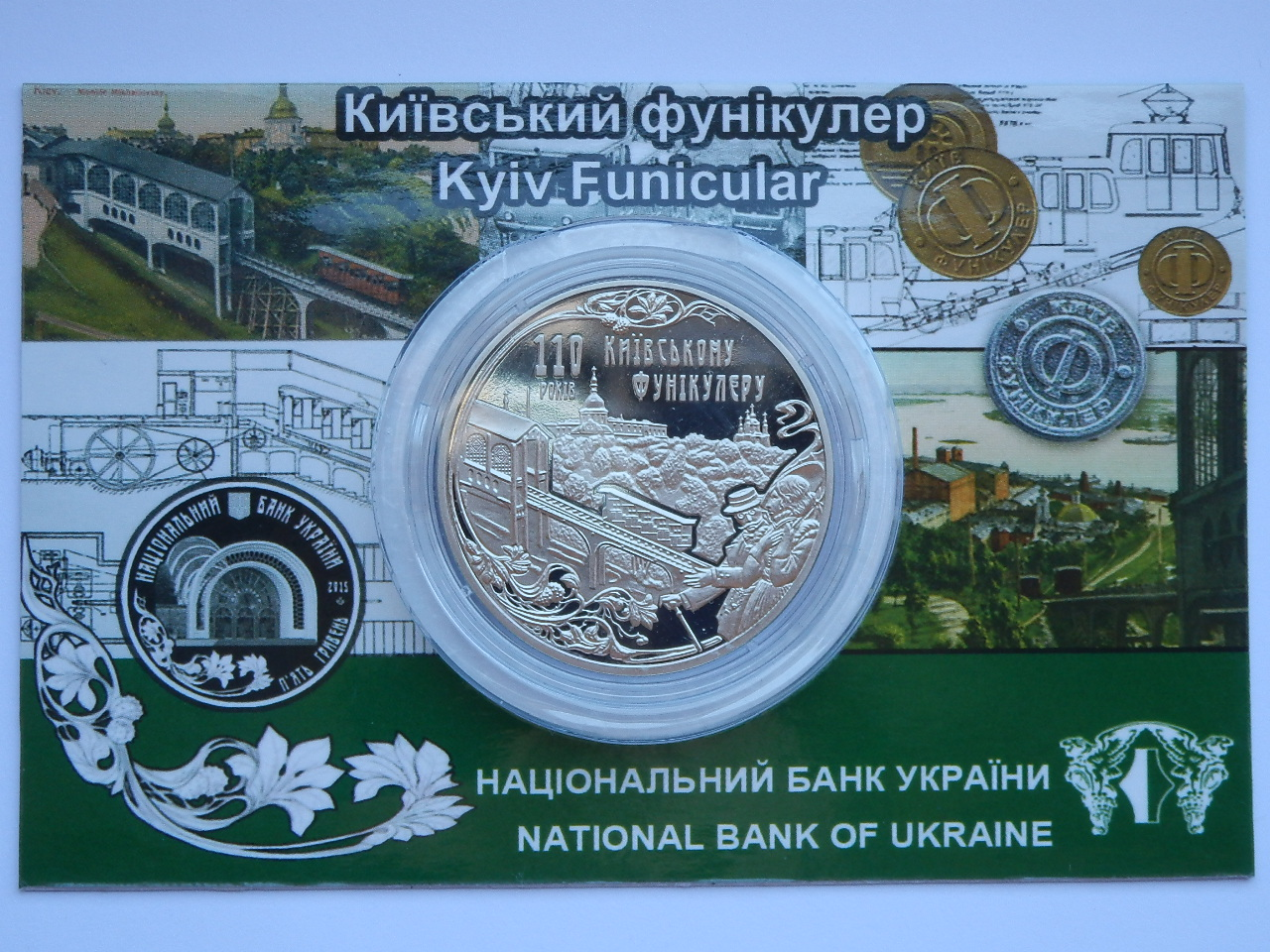
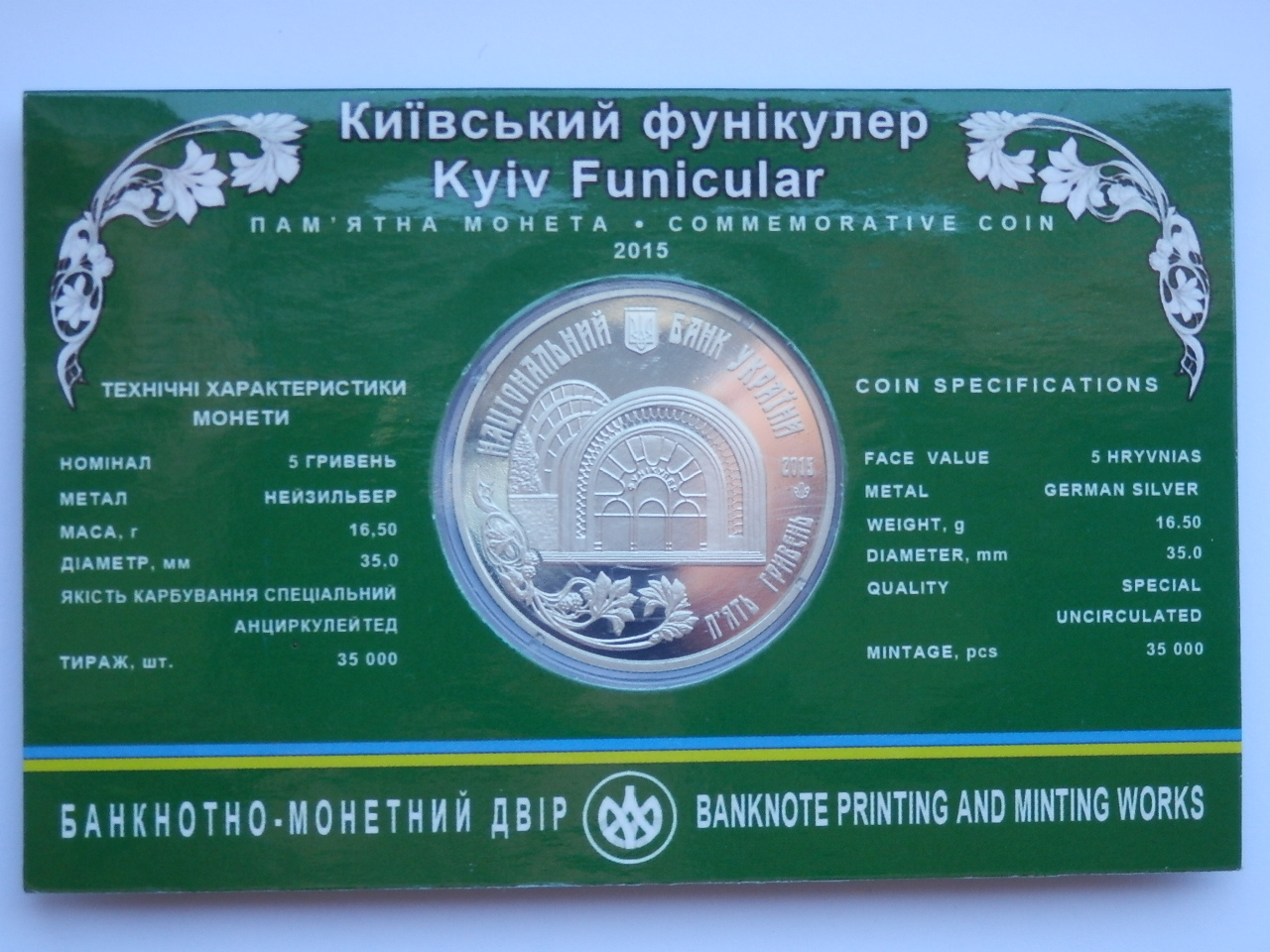

## Автори

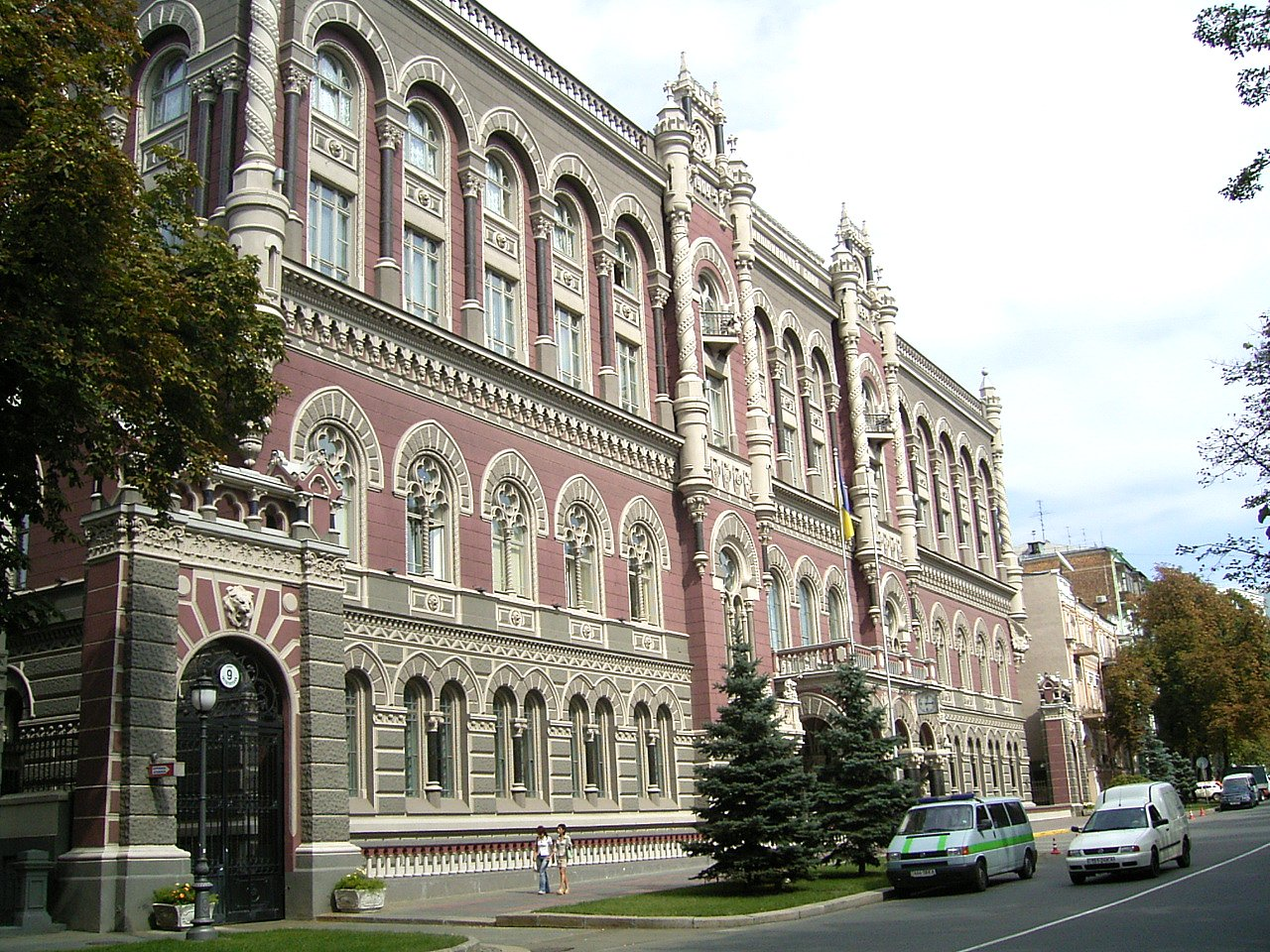
Будівля Національного банку України

- Художники: Олександр Кузьмін, Марія Скоблікова.
- Скульптори: Володимир Атаманчук, Святослав Іваненко.

## Вартість монети
Під час введення монети до обігу в 2015 році, Національний банк України реалізовував монету через свої філії за ціною 29 гривень.
Фактична приблизна вартість монети, з роками змінювалася так:
| Рік        | 2016 | 2017 | 2018 | 2019 | 2020 | 2021 | 2022 | 2023 | 2024 | 2025 |
| ---------- | ---- | ---- | ---- | ---- | ---- | ---- | ---- | ---- | ---- | ---- |
| Ціна, грн. | 45   | 55   | 60   | 65   | 70   | 75   | 110  | 210  | 270  | 300  |